# Димитър Петков (режисьор)
Вижте пояснителната страница за други личности с името Димитър Петков.
Димитър Петков Петков-Пухчо е български сценарист и режисьор.

## Биография
Роден е в София на 6 януари 1958 г. Завършва през 1984 г. ВИТИЗ „Кръстьо Сарафов" със специалност кинорежисура. Работи като режисьор в киноцентър „Бояна“ (1982-1991). През 1991 г. основава собствена продуцентска къща – „Паралакс“.

## Филмография
Като режисьор:
- Опашката на дявола (2001)
- Черкаски хроники (1999)
- Объркан свят (1998)
- Задочно убийство (1995)
- Писателят и неговите наставници (1993)
- Тишина (1990)

Като сценарист:
- Опашката на дявола (2001)
- Черкаски хроники (1999)
- Задочно убийство (1995)
- Писателят и неговите наставници (1993)
- Тишина (1990)

Като актьор
- Под прикритие (2011-2016)